# Cella fotovoltaica ibrida
La cella fotovoltaica ibrida (in inglese: hybrid solar cells) è un tipo di cella solare che combina i vantaggi dei semiconduttori organici e di vari tipi di semiconduttore inorganico. I sistemi fotovoltaici ibridi sono costruiti con materiali organici, in particolare polimeri coniugati che assorbono i fotoni della luce solare e trasportano lacune.
I materiali inorganici nelle celle ibride sono utilizzati come accettori e trasportatori di elettroni nella struttura. I dispositivi fotovoltaici ibridi hanno un potenziale significativo non soltanto nella fabbricazione "roll-to-roll" ma anche nella produzione di energia fotovoltaica in quantità e prezzi convenienti per l'industria della produzione di energia elettrica.

## Teoria

### Celle fotovoltaiche
Le celle fotovoltaiche sono dispositivi che convertono la luce direttamente in elettricità grazie all'effetto fotovoltaico. Gli elettroni in una cella solare assorbono l'energia dei fotoni della luce solare, provocando il salto dell'elettrone in un orbitale superiore (banda di conduzione) dell'atomo dove si trovano. Questo processo genera un eccitone, che viene separato da una barriera di potenziale (come una giunzione p-n), inducendo così un flusso di corrente elettrica.

### Celle fotovoltaiche organiche
Le celle fotovoltaiche organiche utilizzano materiali organici nello strato attivo dei dispositivi. Meccanismi che si avvalgono di dispositivi molecolari, polimerici e ibridi-organici sono impiegati dalla maggior parte dei dispositivi attualmente sotto studio. 

### Cella fotovoltaica ibrida

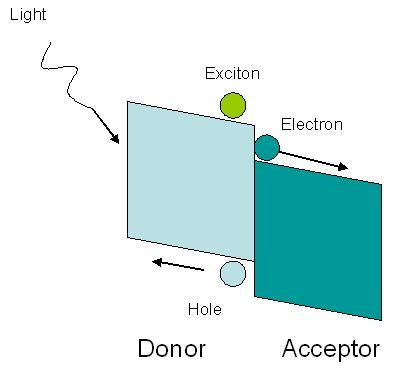
Figura 1.
Diagramma dell'energia del donatore e dell'accettore. La banda di conduzione dell'accettore è minore del LUMO del polimero, permettendo il trasferimento dell'elettrone.

Nelle celle solari ibride, il materiale organico viene mescolato con un materiale capace di una buona conduzione di elettroni per formare lo strato fotoattivo. I due materiali vengono assemblati assieme in uno strato fotoattivo di eterogiunzione. Mettendo a un materiale a contatto con un altro, l'efficienza della conversione in potenza elettrica può essere molto maggiore che nel singolo materiale.
Uno dei materiali agisce come assorbitore di fotoni e donatore di eccitoni, l'altro facilita la dissociazione degli eccitoni alla giunzione, grazie al trasferimento di cariche. 
I passi per il trasferimento di carica sono:
1. Eccitazione sul donatore (da parte del fotone)
2. Eccitazione delocalizzata sul complesso donatore-accettore
3. Inizio del trasferimento di cariche.
4. Separazione delle cariche.

Il materiale accettore necessita di un differenziale di energia capace di destabilizzare l'energia di legame dell'eccitone trasferendolo all'assorbitore. Il trasferimento di carica è favorevole se viene soddisfatta la seguente condizione:

{\displaystyle E_{A}^{A}-E_{A}^{D}>U_{D}}

Dove EA è l'affinità dell'elettrone e U è l'energia di legame di Coulomb dell'eccitone sul donatore; l'apice A e il pedice D si riferiscono all'accettore e al donatore rispettivamente. Un diagramma di energia dell'interfaccia è mostrato in figura 1. Nei polimeri fotovoltaici come MEH-PPV l'energia di legame dell'eccitone va da 0.3 eV a 1.4 eV.
L'energia richiesta per separare l'eccitone è fornita dalla differenza tra la LUMOs o banda di conduzione del donatore e dell'accettore. Dopo la dissociazione i portanti sono trasportati ai rispettivi elettrodi attraverso una rete di percolazione.
La distanza media lungo la quale un eccitone può diffondere attraverso un materiale prima che vada incontro ad annichilimento mediante ricombinazione è definita lunghezza di diffusione dell'eccitone.
Nei polimeri questa distanza è corta, nell'ordine dei 5-10 nanometri.
La scala dei tempi per il decadimento radiativo e non radiativo è compresa fra 1 ps a 1 ns.
Gli eccitoni generati all'interno di questa lunghezza vicino a un accettore contribuiscono alla fotocorrente.

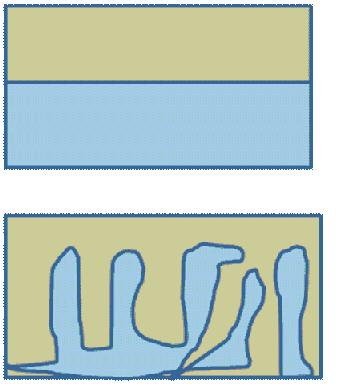
Figura 2.
Due differenti strutture di eterogiunzioni:
a) fase di separazione bi-strato
b) eterogiunzione bulk.
L'eterogiunzione bulk permette di stabilire maggiori contatti interfacciali tra le due fasi, che è benefico alle nanoparticelle di polimero in quanto fornisce più superficie di trasferimento di carica.

Per affrontare il problema della corta lunghezza di diffusione dell'eccitone, si utilizza una struttura di eterogiunzione di tipo bulk piuttosto che una di tipo a doppio strato separata da una fase.
La dispersione di particelle nella matrice polimerica produce una più ampia area interfacciale dove il trasferimento di carica può avvenire. La figura 2 mostra la differenza tra un'eterogiunzione a doppio strato e una bulk.

### Problemi fondamentali
Per poter iniziare la fabbricazione su larga scala, l'efficienza dovrebbe essere maggiore. Esistono tre fattori determinanti che devono essere tenuti in considerazione: 1) bandgap, 2) interfacce, e 3) trasporto di cariche. 
Bandgap
Le celle fotovoltaiche organiche attuali hanno mostrato circa il 70% di efficienza quantica (quantum efficiency) per i fotoni blu. Comunque, la "bandgap" dovrebbe essere abbassata per assorbire i fotoni rossi, che contengono una frazione significativa dell'energia nello spettro solare. 
Interfacce
La resistenza di contatto tra ogni strato nel dispositivo dovrebbe essere minimizzata per offrire un maggiore fattore di riempimento e una maggiore efficienza di conversione in potenza. 
Trasportatori di carica
La maggiore mobilità del trasportatore di carica permette alle celle fotovoltaiche di avere strati attivi più spessi mentre si minimizza la ricombinazione nel carrier  e si mantiene bassa la resistenza in serie del dispositivo.

## Tipi di cellule solari ibride

### Composito in polimero–nanoparticelle
Le nanoparticelle sono un tipo di materiale semiconduttore la cui dimensione caratteristica in almeno una direzione è tra 1 e 100 nanometri, dell'ordine di grandezza della lunghezza d'onda degli eccitoni. Queste caratteristiche dimensionali dànno luogo a confinamento quantico e consentono di controllare con precisione le proprietà optoelettroniche del materiale, come ad esempio il band gap e l'affinità elettronica. Le nanoparticelle hanno anche un grande rapporto superficie/volume, e dunque un'area maggiore per il trasferimento di cariche elettriche.
Lo strato fotoattivo può essere creato mescolando nanoparticelle in una matrice polimerica.

#### Struttura e processamento

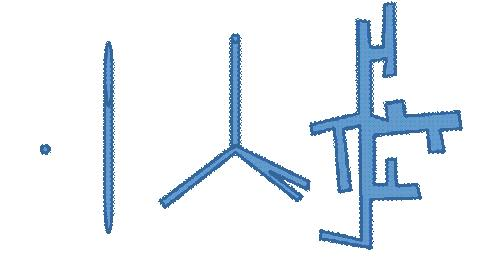
Figura 3.
Quattro differenti strutture di nanoparticelle, che hanno almeno una dimensione tra 1 e 100 nm, trattenendo in isolamento il quanto. A destra c'è un nanocristallo, vicino ad esso c'è una nanobacchetta, il terzo è un tetrapode, e a destra c'è un polimero multiramificato.

Nel caso dei polimeri usati in questo dispositivo, la mobilità delle buche è superiore alla mobilità degli elettroni, così che la fase polimerica è utilizzata per trasportare buche. Le nanoparticelle trasportano gli elettroni verso l'elettrodo.
La superficie dell'interfaccia tra la fase polimerica e le nanoparticelle deve esser grande, e questo può essere ottenuto disperdendo le particelle in tutta la matrice polimerica. Ciononostante, le nanoparticelle devono essere interconnesse per formare reti di percolazione per il trasporto degli elettroni, che avviene a balzi.
Il rapporto tra le dimensioni caratteristiche, la geometria e la frazione di volume delle nanoparticelle sono tutti fattori che influenzano la loro efficienza. La struttura delle nanoparticelle può essere di tipo nanocristallino, nanorod, ultraramificato, ecc. La Figura 3 mostra immagini di ciascuna struttura. Implementare strutture differenti cambia l'efficienza di conversione in termini di dispersione delle nanoparticelle nel polimero e di percorsi per il trasporto di elettroni.
La fase a nanoparticelle è necessaria per fornire agli elettroni un percorso per raggiungere l'elettrodo. Usando nanorod invece di nanocristalli, i balzi da un cristallo all'altro possono essere evitati.
I metodi di fabbricazione includono la miscelazione delle due fasi in soluzione e lo spin-coating su un substrato; oppure l'evaporazione di solvente (sol-gel). Perlopiù questi metodi di fabbricazione non richiedono alte temperature. La ricottura (annealing) aumenta l'ordine nella fase polimerica, aumentando la conduttività. D'altra parte, una ricottura portata avanti per un tempo eccessivo porta all'aumento delle dimensioni dei domini polimerici, fino a superare potenzialmente la lunghezza d'onda degli eccitoni, e possibilmente permettendo a parte del metallo del contatto di diffondere nello strato fotoattivo, riducendo l'efficienza del dispositivo.

#### Difficoltà
Bisogna affrontare diverse sfide tecniche per che si possano utilizzare le celle CNT nelle applicazioni fotovoltaiche. Col tempo le CNT si degradano negli ambienti ricchi di ossigeno. Lo strato di passivisazione richiesto per prevenire l'ossidazione delle CNT può ridurre la trasparenza ottica della regione dell'elettrodo, e in questo modo abbassa l'efficienza fotovoltaica.

### Sensibilizzate con coloranti (dye-sensitized)
Le cellule fotovoltaiche sensibilizzate da coloranti (Dye-sensitized solar cells) consistono di un anodo fotosensibile, un elettrolita e un sistema foto-elettrochimico. Le cellule solari ibride basate su celle sensibilizzate con coloranti sono formate con materiali inorganici come il biossido di titanio (TiO2) e materiali organici. 

#### Materiali
Le celle solari ibride DSC sono fabbricate da materiali organici e inorganici. Il biossido di titanio TiO2 è il materiale d'elezione, perché è facile da sintetizzare e agisce come semiconduttore di tipo n per via delle sue vacanze di ossigeno, che agiscono come stati donatori. Comunque, il titanio assorbe solo una piccola frazione dello spettro solare: l'ultravioletto. Molecole di coloranti (sintetizzate) sono attaccate alla superficie del semiconduttore per raccogliere una più grande frazione dello spettro solare. Nel caso di celle DSC al titanio, un fotone assorbito nel colorante induce l'iniezione di un elettrone nella banda di conduzione del titanio, risultando in un flusso di corrente netto. Tuttavia, la ridotta lunghezza di diffusione (il coefficiente di diffusione D è n≤10-4cm2/s) nelle celle solari DSC basate sul titanio riduce l'efficienza di conversione energia solare - energia elettrica. Per migliorare la lunghezza di diffusione (tempo di vita dei portatori), molti diversi materiali organici possono essere attaccati agli atomi di titanio.

#### Fattori di efficienza
Fattori di efficienza dimostrati per celle fotovoltaiche sensitivizzate con coloranti
| Tipo di cella          | Cella di Grätzel | Cella solare sensibilizzata con colorante allo stato solido |
| ---------------------- | ---------------- | ----------------------------------------------------------- |
| Efficienza             | ~ 10-11%         | ~ 4%                                                        |
| Voc                    | ~ 0.7 V          | ~ 0.40 V                                                    |
| Jsc                    | ~ 20 mA/cm2      | ~ 9.10 mA/cm2                                               |
| Fattore di riempimento | ~ 0.67           | ~ 0.6                                                       |

#### Difficoltà
Gli elettroliti liquidi organici contengono iodio altamente corrosivo, che porta problemi di gocciolamento, di sigillatura, manipolazione, de-assorbimento del colorante, e manutenzione. Dunque, attualmente si effettuano molte ricerche riguardanti l'elettrolita per superare i problemi prima menzionati. 

### Piccole molecole inorganiche nanostrutturate
Recentemente, alcuni scienziati sono riusciti a costruire una struttura lamellare nanostrutturale che fonrisce un disegno ideale per la costruzione di grosse celle solari a etero-giunzione. La struttura osservata è composta di ZnO e da piccole molecole organiche conduttive, che si co-assemblano in strati alternati di componenti organici e inorganici. Questa struttura altamente organizzata, che è stabilizzata dall'impilamento "π-π" tra le molecole organiche, consente la presenza di sentieri conduttivi sia nello strato organico che in quello inorganico. Lo spessore di ogni strato (di circa 1-3 nm) si trova ben all'interno della lunghezza di diffusione degli eccitoni , cosa che idealmente minimizza la ricombinazione tra portatori di carica.